# Hooverova přehrada

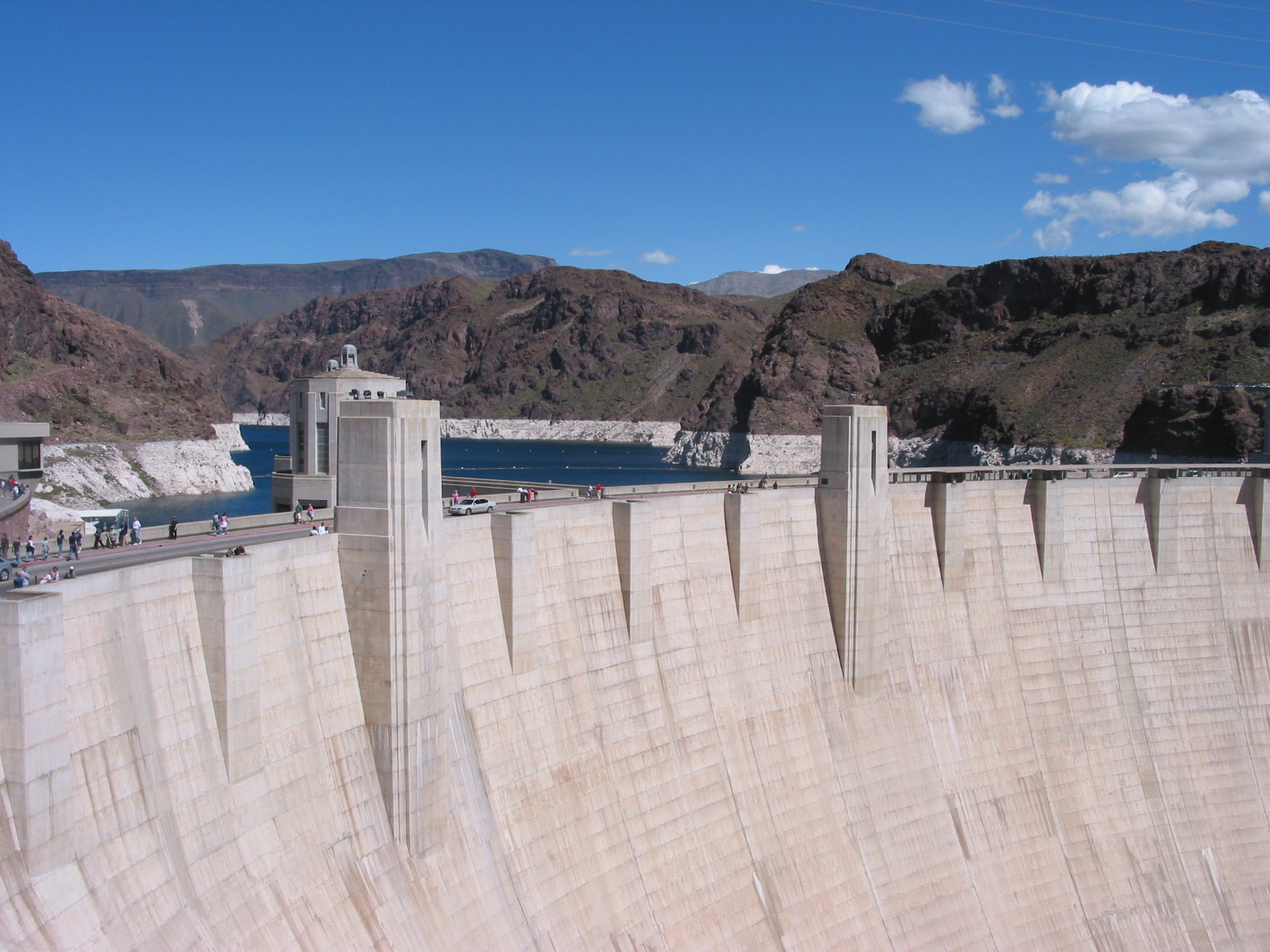

Hooverova přehrada (anglicky Hoover Dam) je betonová klenbová přehrada na řece Colorado v USA ležící na hranicích států Arizona a Nevada. Je vysoká 220 m a dlouhá 379 m. Přehradní nádrž Mead se táhne do vzdálenosti 185 km a její hloubka dosahuje až 180 m. Je pojmenovaná po prezidentu Hooverovi a byla postavena ve 30. letech 20. století, jako ve své době největší přehrada a nejvýkonnější vodní elektrárna na světě.

## Projekt

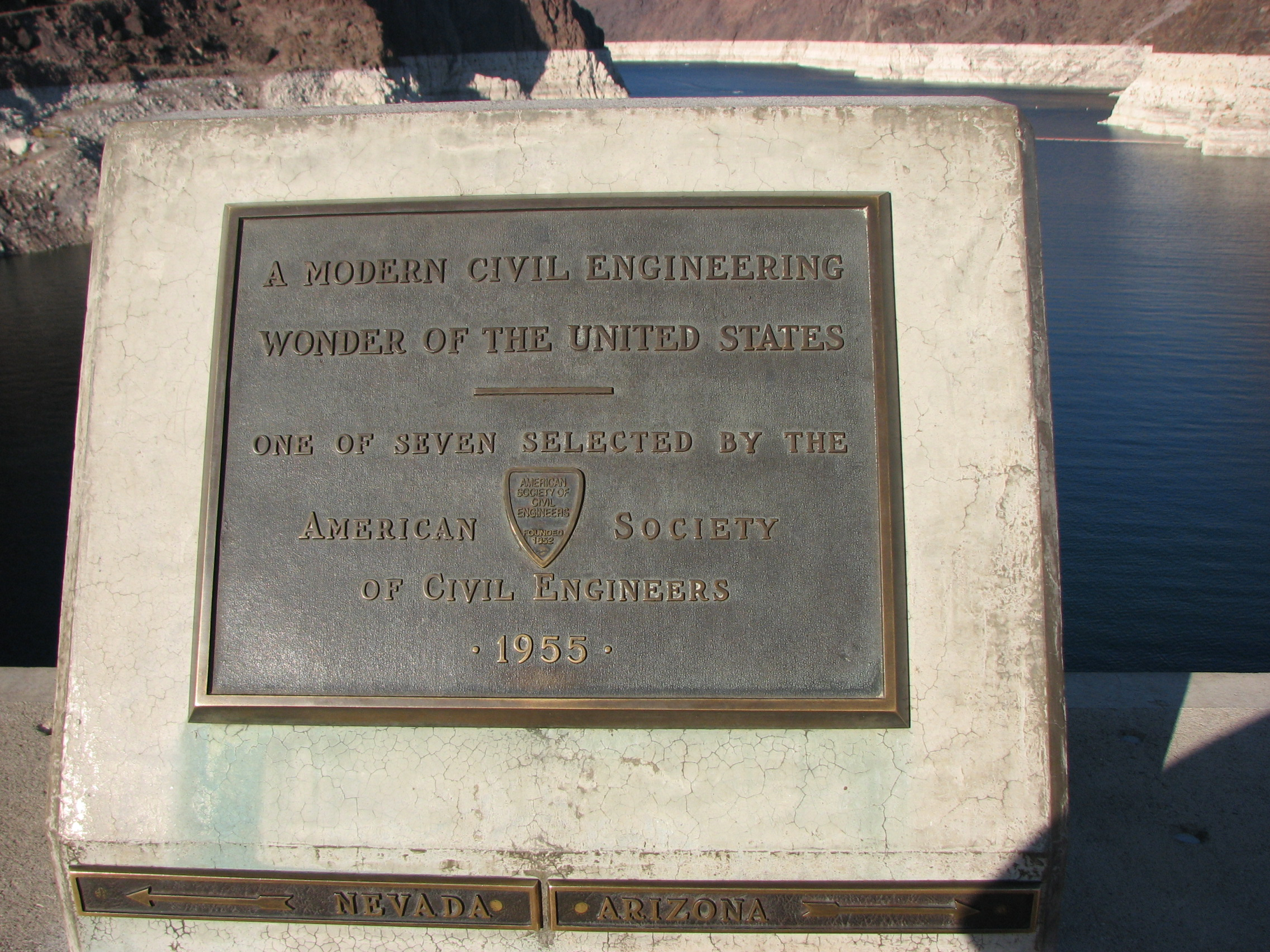
Deska na hranici států na Hooverově přehradě

První záměr o umístění přehrady byl v kaňonu Boulder. Proto dostal projekt název Boulder Canyon Project, i když bylo nakonec rozhodnuto postavit přehradu v Černém kaňonu. Tak se jmenovala až do roku 1947.

## Stavba přehrady

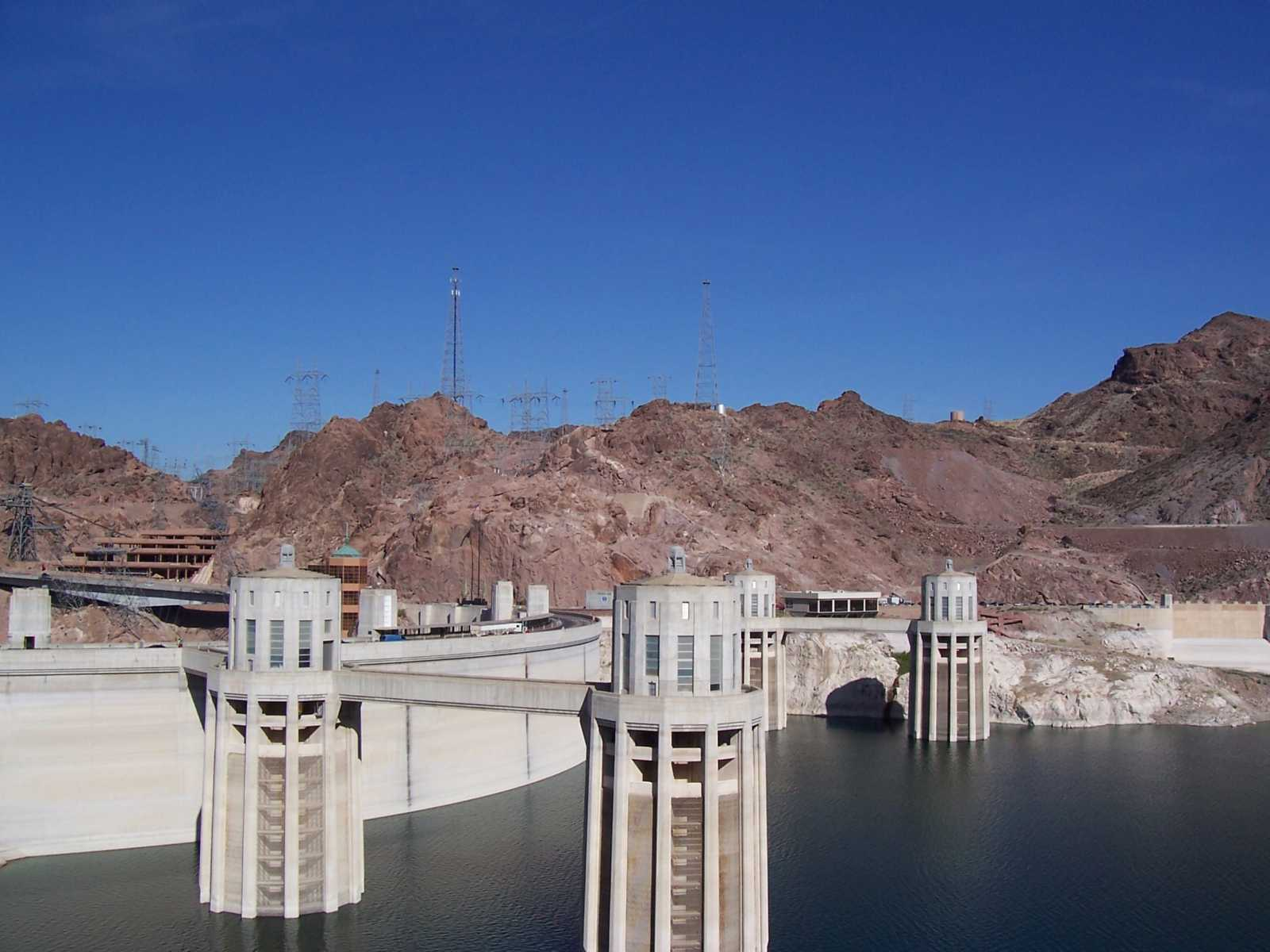
Hooverova přehrada

V roce 1922 byla vytvořena komise za účelem spravedlivého rozdělování vody i ostatních výdobytků přehrady. Federální vládu tam zastupoval Herbert Hoover, v té době ministr obchodu, pozdější prezident USA.
Pro vybudování přehrady se rozhodlo mimo jiné i kvůli získávání poměrně velkého množství energie. V roce 1928 byly schváleny Kongresem náklady na stavbu, v roce 1931 se začalo stavět. Projekt obsahoval i plán postavit vedle přehrady celé město – Boulder City. Se stavbou se začalo v době masové nezaměstnanosti ve velké hospodářské krizi. První léto prožili stavitelé přehrady v improvizovaných stanových táborech, kde zcela běžně žily i jejich rodiny. Opoždění výstavby městečka, bezohlednost vedení stavby a nelidské pracovní podmínky vedly k nepokojům 8. srpna 1931 – ty však byly rozehnány za použití zbraní. Tempo výstavby městečka se ale urychlilo a k jaru 1932 se dělníci mohli nastěhovat do stálých obydlí a jejich životní standard dostal důstojnější úrovně. V městečku byly zakázány hazardní hry, prostituce a prodej alkoholu. Zákaz prodeje alkoholu platil do roku 1969, zákaz hazardu platí dodnes.
Přehrada se budovala v úzkém kaňonu mezi Nevadou a Arizonou. Pro odvedení vody z řečiště kvůli založení základů hráze byly vybudovány čtyři (po každé straně dva) tunely ve skále o průměru 17,1 m. Celková délka těchto tunelů je 4,9 km. Začaly se razit v květnu 1931. Stěny byly obezděny betonem tloušťky 0,9 m, v důsledku toho se průměr snížil na 15,2 m. Současně byla provedena řada měření volně ležících kamenů a skal na stěnách kaňonu, byli zaměstnáni lidé na práci ve výškách aby srovnali stěny kaňonu. Málo stabilní malé kameny a převisy byly pomocí sbíječek odstraněny, větší kameny a kusy skály byly pomocí dynamitu svrženy dolů. Lidé pracující na strmých stěnách kaňonu si vyráběli provizorní přilby namáčením baseballových čepic do asfaltu a tím si tak chránili hlavu před malými padajícími kameny.
Všechen písek na stavbu byl dovezen koňskými povozy ze 400 km vzdáleného pobřeží. První beton do základů byl zalit 6. června 1933. Při stavbě se objevovala řada problémů. Jedním bylo ochlazování betonu. V případě betonového monolitu by beton chladl 125 let, což by mohlo vést ke vzniku trhlin. Namísto jednolitého monolitu byla přehrada stavěna ze vzájemně propojených betonových bloků a jejich spáry byly zalévány betonovou směsí. Proces zvyšování pevnosti betonu v tlaku, použitého při stavbě hráze není dosud dokončen.
Vybudována byla z tří a půl milionu kubických metrů betonu, odstraněno bylo osm milionů tun skály. Přehrada byla pojmenována podle prezidenta Herberta Hoovera, který o stavbu jevil velký zájem. Otvíral ji však až v roce 1936 prezident Roosevelt. Generátory elektrárny vyrobily první elektřinu 26. října 1936. V roce 1961 při modernizaci byly přidány další generátory. V současnosti jich pracuje 17 o celkovém maximálním výkonu 2074 MW.
Po hrázi procházela Route 93, vedoucí z Arizony do Nevady. Silnice přes hráz byla extrémně vytížená dopravou i turisty a navíc představovala bezpečnostní riziko. (Např. po teroristických útocích 11. září 2001 byla doprava přes přehradu omezena.) Po vybudování Hoover Dam Bypass Bridge v roce 2010 (silničního mostu přes Black Canyon, který spojuje horní části kaňonu 500 metrů po proudu od přehrady), byl extrémně vytížený přejezd pro tranzitní dopravu uzavřen a hráz je dnes pro automobily přístupna jen z nevadské strany jako příjezd pro turisty. Silnice k hrázi sestupuje serpentinami i několika strmými a úzkými zatáčkami a automobily jsou před vjezdem podrobeny prohlídce.
Nejvyšší úrovně hladiny bylo dosaženo v roce 1983 v důsledku neobyčejně vysokých srážek na západě USA jako výsledek efektu El-Niňa.
Prvním člověkem, který zemřel při stavbě, byl topograf J. G. Tierney, který v Coloradu utonul v prosinci 1922 při vybírání místa pro stavbu. Poslední obětí byl jeho syn Patrick W. Tierney, 14 let po smrti svého otce, kdy zemřel při pádu z jedné z věží umístěných u přehradní hráze.

## Valley of Fire
Severně od jezera Mead se nachází Valley of Fire State Park. Toto údolí se jmenuje podle červených skal z pískovce, které vrhají při odrazu slunce mnoho fascinujících odstínů oranžové a levandulové. Vlivem zvětrávání mají skály rozličný tvar, jako například skála ve tvaru sloní hlavy. Skály dříve obývali Anasáziové (předci indiánů Pueblo), proto se na mnohých skalách nachází rozličné rytiny a malby.

## Grand Canyon

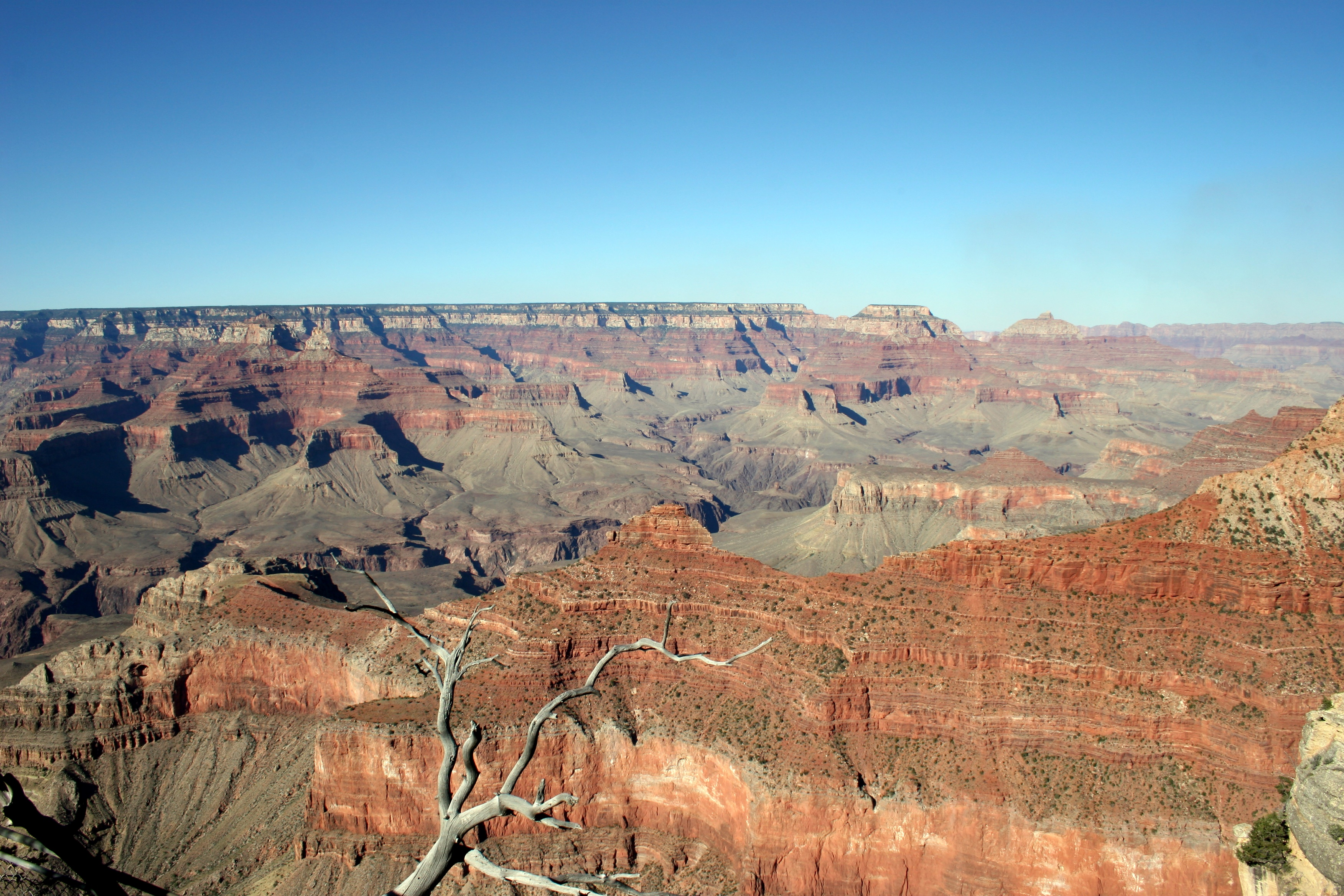
Grand Canyon

Než řeka Colorado dosáhne přehrady, protéká údolím Grand Canyon. Propast je 1,6 kilometru hluboká a 350 kilometrů dlouhá. Kaňon je známý bizarními skalními útvary a nejrůznějšími barvami. Byl rájem zlatokopů, v roce 1901 byla postavena železniční trať vedoucí k vesnici Grand Canyon Village.

## Statistika
- Délka trvání stavby: od 20. dubna 1931 do 1. května 1936.
- Cena stavby 49 mil. dolarů (833 mil. dolarů po zahrnutí inflace)
- Během stavby zahynulo 96 mužů.[2]
- Výška přehrady: 221,4 m (druhá nejvyšší v USA).
- Délka přehrady: 379,2 m.
- Šířka přehrady: 200 m u základu, 15 m v horní části.
- Plocha hladiny: 639 km², objem vody je 35,2 km³.

## Zajímavosti
- Přehrada si „zahrála“ v několika filmech. V blockbusteru Transformers, podle jehož scénáře ukrývala jednoho z Decepticonů. Dále se objeví v závěrečné akční sekvenci filmu Rychle a Zběsile 10, kde ji sjede Vin Diesel. Také se výrazně objeví ve filmech Univerzální voják a San Andreas.
- Přehradu a její okolí je možné zkoumat a projíždět v automobilové videohře Need for Speed Payback, která se odehrává v prostředí napodobující mimo jiné Nevadu, Las Vegas, Hooverovu přehradu apod.
- Hoover Dam je také zastoupena ve videohře Grand Theft Auto: San Andreas poblíž města Las Venturas (napodobené Las Vegas). A jeden z úkolů ve hře je věnován proniknutí do strojovny přehrady a odpojení města od elektřiny.
- Ve videohře Fallout New Vegas je vodní nádrž Mead a Hooverova přehrada součástí hlavní dějové linky.

- Podle dokumentu Život po lidech (Life After People), který rozvíjí hypotetickou otázku, co by se dělo se současnou Zemí bez lidí, je Hooverova přehrada kandidátem na elektrárnu schopnou pracovat nejdéle na světě bez zásahu člověka (dle odhadů roky až desetiletí, po které by zůstala posledním zdrojem umělého nočního osvětlení ve své spádové oblasti).